# 東広島市立三津小学校
東広島市立三津小学校（ひがしひろしましりつ みつしょうがっこう）は、広島県東広島市安芸津町三津にある市立小学校。

## 概要
東広島市の南部にある。校区は三津湾に面しており、カキの養殖やジャガイモの栽培が盛んである。

## 沿革
- 1873年6月 - 学制施行に基づき安詳館として開校。
- 1947年4月 - 三津小学校と改称。
- 1980年9月 - 新校舎落成。
- 1989年2月 - 屋内運動場落成。
- 2005年2月 - 町合併により東広島市立三津小学校と改称。

## 通学区域
- 東広島市[1]
  - 安芸津町三津の一部
  - 安芸津町風早の一部
  - 安芸津町木谷の一部

## 進学先中学校
- 東広島市立安芸津中学校

## 周辺
- 東広島市役所安芸津支所